# 马可·帕纳里
马可·帕纳里（1997年9月19日—2021年1月30日），又名“马可·吉利亚诺（Marco Gilliano）”，是印度尼西亚一名演员、模特儿和网红。

## 人物简介
马可·帕纳里是印尼演员安吉拉·吉尔沙的弟弟。他的职业生涯开始于在社交媒体Ask.fm的网络红人经历，随后他在2016年参演了在MNCTV播出的肥皂剧。